# Gazdare
Gazdare (cyr. Газдаре) – wieś w Serbii, w okręgu jablanickim, w gminie Medveđa. W 2011 roku liczyła 458 mieszkańców.